# Le Vilhain
Le Vilhain é uma comuna francesa na região administrativa de Auvérnia-Ródano-Alpes, no departamento Allier. Estende-se por uma área de 26,27 km². Em 2010 a comuna tinha 284 habitantes (densidade: 10,8 hab./km²).